# Felice Boghen
Felice Boghen, né le 3 janvier 1896 à Venise et mort le 25 janvier 1945 à Florence, est un musicographe et compositeur italien.

## Biographie
Felice Boghen fait ses études auprès de Giuseppe Martucci, Giovanni Sgambati et Ermanno Wolf-Ferrari. Il publie le recueils Fughe d'antichi Maestri italiani et publie des œuvres de Girolamo Frescobaldi, Giuseppe Tartini, Alessandro Scarlatti, Jean-Sébastien Bach, Muzio Clementi et Franz Liszt. Il écrit un opéra, Alceste, qui n'a jamais été représenté, ainsi que de nombreuses pièces pour piano rarement jouées en public.